# Diana (jméno)

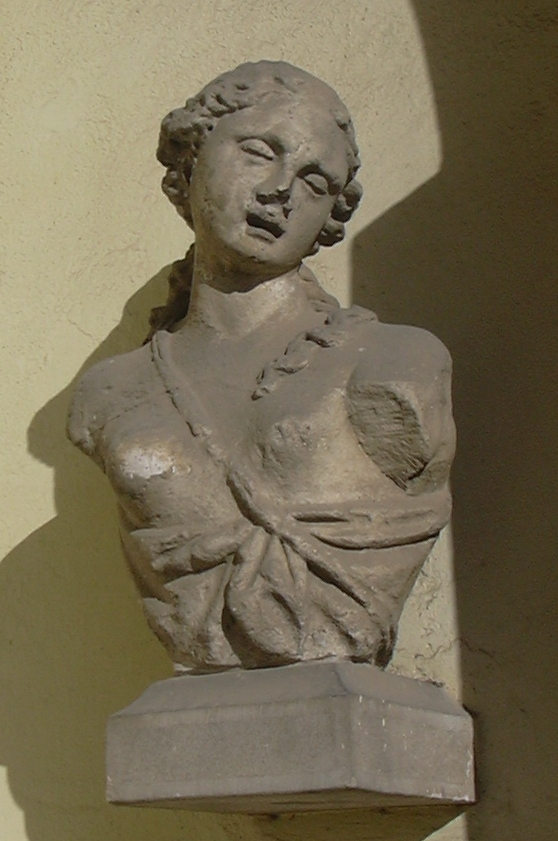
Diana - bohyně lovu

Diana je ženské křestní jméno. V Česku není příliš užívané, ale ve světě j velmi oblíbené. Jméno vzniklo z latinského dium znamenající "jasné nebe". Diana byla původně staroitalskou panenskou bohyní světla a života. Římané uctívali Dianu jako panenskou bohyni světla, přírody, měsíce, lesů a lovu. Ztotožnili ji s řeckou Artemidou, sestrou Apollónovou.
Podle českého občanského kalendáře má svátek 4. ledna.

## Statistické údaje
Následující tabulka uvádí četnost jména v ČR a pořadí mezi ženskými jmény ve srovnání dvou roků, pro které jsou dostupné údaje MV ČR – lze z ní tedy vysledovat trend v užívání tohoto jména:
| Rok  | Četnost | Pořadí |
| ---- | ------- | ------ |
| 1999 | 2 605   | 153.   |
| 2002 | 2 746   | 151.   |
| 2006 | 3 572   | 138.   |
| 2016 | 4 514   | 228.   |

Změna procentního zastoupení tohoto jména mezi žijícími ženami v ČR (tj. procentní změna se započítáním celkového úbytku žen v ČR za sledované tři roky 1999–2002) je +6,3%, což svědčí o poměrně značném nárůstu obliby tohoto jména.
Zdrobněliny
Dianka, Diječka, Dijka, Dia, Di, Dina, Dinka, Dinuš

## Známé nositelky jména
- Diana, princezna z Walesu – bývalá manželka prince Charlese
- Diana (bohyně) – římská bohyně lovu a měsíce
- Diana Abgar – arménská spisovatelka
- Diana Amftová – německá herečka
- Diana Beauclerk, vévodkyně ze St Albans – britská dvořanka
- Diana Bianchediová – italská sportovní šermířka
- Diana Damrauová – německá sopranistka
- Diana de Poitiers – francouzská šlechtična, milenka krále Jindřicha II.
- Diana Doll – slovenská pornoherečka a modelka
- Diana Dorsová – anglická herečka a zpěvačka
- Diána Eöriová – maďarská sportovní šermířka
- Diana Gabaldon – americká autorka
- Diana Ganskyová – východoněmecká atletka
- Diana Gold – česká pornoherečka
- Diana Iljine – ředitelka filmového festivalu Filmfest München
- Diana Jakovlevová – ruská sportovní šermířka
- Diana Kobzanová – česká modelka
- Diana Krall – kanadská jazzová pianistka a zpěvačka
- Diana Mezuliáníková – česká atletka běžkyně
- Diana Mocanuová – rumunská plavkyně
- Diana Mórová – slovenská herečka
- Diana Muldaurová – americká herečka
- Diana Rigg – anglická herečka
- Diana Romagnoliová – švýcarská sportovní šermířka
- Diana Rossová – americká zpěvačka a herečka
- Diana Staver – moldavská zpěvačka
- Diana Phipps Sternbergová – potomek šlechtického rodu Šternberků
- Diana Višňova – ruská baletka
- Diana z Efesu – řecká helénská bohyně

## Jiné Diany
- Diana neboli Marika – fiktivní postava ze seriálu Bylo nás pět
- Diana (slivoň)
- Diana (hrušeň)
- Diana (mytologie)
- Diana (Rozvadov)
- Diana (továrna)
- Rozhledna Diana

## Deana
Obměnou jména Diana je Deana. Příkladem nositelky této varianty je Deana Horváthová, slovenská herečka.